# Slaves musulmans

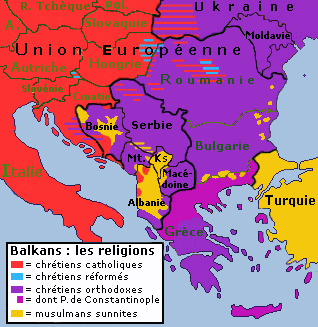
Religions dans les Balkans

Les Slaves musulmans sont un groupe ethnique composé de Slaves de confession musulmane. Ceux-ci se sont convertis à l’islam lors de l’expansion ottomane dans les Balkans, conversion qui leur permettait d'échapper au statut non-croyant de dhimmis (double-capitation « haraç » et enrôlement forcé dans les Janissaires « devşirme »), et d'obtenir des privilèges octroyés par les Ottomans. Ce terme est souvent utilisé dans les Balkans. Le bogomilisme a également favorisé la conversion à l'islam d'une partie des Slaves des Balkans, notamment en Bosnie où ce mouvement chrétien hétérodoxe était très présent.
La majorité des Slaves musulmans vivent en Bosnie-Herzégovine, au Monténégro et dans le sud de la Bulgarie.
Parmi les personnalités slaves musulmanes et ottomanes, Hersekli Ahmed Pacha, général et pacha né Stjepan Hercegović dans une famille slave des Balkans, Sokollu Mehmet Pacha grand vizir de Soliman le Magnifique et Ferhat-Pacha Sokolović général et pacha, tous deux nés dans des familles serbes.

## Slaves musulmans
- Bosniaques
- Musulmans par ethnicité
- Musulmans bulgares (ou Pomaques)
- Torbèches
- Gorans
- Saqāliba